# Mokolo (Kamerun)

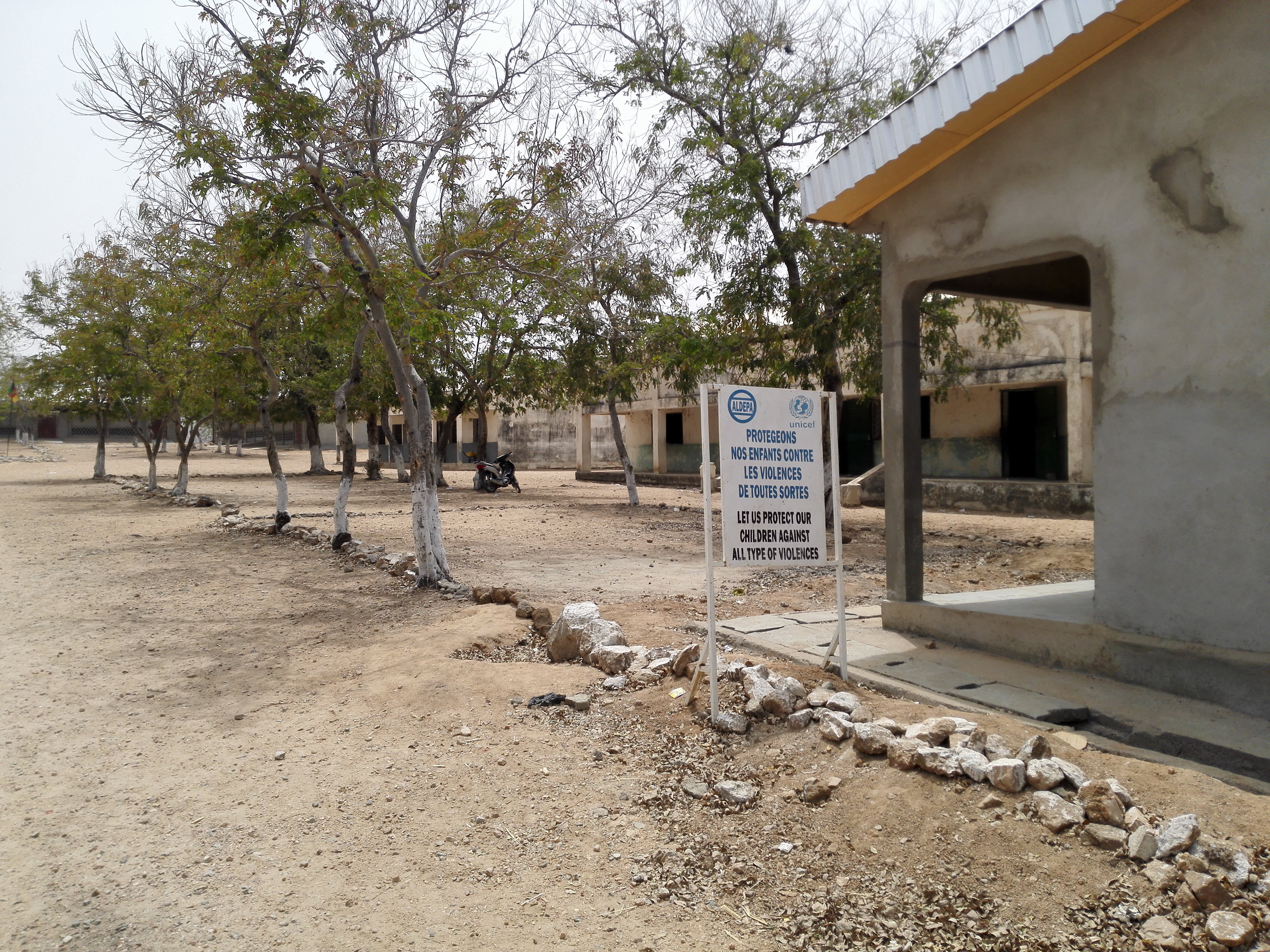
Schule in Mokolo (2021)

Mokolo ist eine Stadt in der Provinz Extrême-Nord, die die nördliche Spitze Kameruns bildet. Sie liegt nahe der Grenze zu Nigeria im Mandara-Gebirge.
Mokolo ist Hauptstadt des Bezirks Mayo-Tsanaga.

## Verkehr
Mokolo liegt an der Zusammenführung der Provinzialstraßen P1 und P2.

## Sehenswürdigkeiten
Nördlich des Stadtgebiets befindet sich ein Stausee.

## Persönlichkeiten
- Souleymanou Hamidou (* 1973), kamerunischer Fußballtorhüter